# Albert Kanene Obiefuna
Albert Kanene Obiefuna (30 janvier 1930 - 11 mai 2011) est un archevêque émérite de l'archidiocèse catholique d'Onitsha au Nigeria.

## Biographie
Il est ordonné prêtre en 1963, accède au statut d'évêque en 1977, puis est nommé archevêque en 1995 par Jean-Paul II.
Enfin, il prend sa retraite en 2003. Il meurt d'un cancer le 11 mai 2011 .